# Гаврилица, Наталья Валерьевна
Наталья Валерьевна Гаврилица (рум. Natalia Gavrilița;  род. 21 сентября 1977, с. Малаешты, Григориопольский район, Молдавская ССР, СССР) — молдавский политический и государственный деятель. Премьер-министр Республики Молдова (2021—2023), министр финансов Республики Молдова (2019).

## Биография
Наталья Гаврилица родилась 21 сентября 1977 года в селе Малаешты Григориопольского района Молдавской ССР в семье Валерия и Нины Катринеску. В 2000 году окончила юридический факультет Молдавского государственного университета. В 2005 году получила степень магистра государственной политики в Школе управления им. Джона Ф. Кеннеди — одном из факультетов Гарвардского университета. В 2000—2003 годах работала ассистентом по политическим вопросам в Бюро экономических и политических дел при посольстве США в Кишинёве, в 2005 году — советником в офисе вице-председателя по Европе и Центральной Азии Всемирного банка в Вашингтоне, в 2005—2006 годах — стажёром, а затем консультантом главного управления экономикой и финансами в Европейской комиссии в Брюсселе.
В 2007—2008 годах Гаврилица была руководителем управления политики и развития макроэкономических программ при министерстве экономики и торговли Республики Молдова, в 2008—2009 годах — главой управления программ и координирования помощи при правительстве Республики Молдова. В 2009—2013 годах работала старшим консультантом, затем портфельным менеджером по методам анализа Программы статистики, доказательств и ответственности в международной консалтинговой компании Oxford Policy Management в Оксфорде, занимающейся вопросами развития стран с низким и средним уровнем дохода.
В 2013—2014 годах — главный консультант в управлении анализа, мониторинга и оценки политики министерства просвещения Республики Молдова (министром просвещения в этот период была Майя Санду), в 2014—2015 годах — государственный секретарь министерства просвещения Республики Молдова, в 2015—2019 годах — генеральный директор Global Innovation Fund (GIF) в Лондоне. С 2017 по 2023 год — член партии «Действие и солидарность», лидером которой была Майя Санду и вице-председатель.
8 июня 2019 года Гаврилица получила портфель министра финансов в правительстве Майи Санду. 12 ноября того же года парламент Республики Молдова вынес вотум недоверия правительству Майи Санду.
По результатам досрочных парламентских выборов 11 июля 2021 года Гаврилица стала депутатом парламента Республики Молдова. 27 января 2021 года президент Республики Молдова Майя Санду выдвинула кандидатуру Гаврилицы на пост премьер-министра, вакантный с декабря 2020 года после отставки Иона Кику, однако 11 февраля парламент единогласно отклонил состав правительства, представленный Гаврилицей. 11 февраля Санду повторно выдвинула Гаврилицу в премьеры. После досрочных парламентских выборов, прошедших 11 июля, 30 июля Санду вновь выдвинула Гаврилицу на пост премьер-министра. 6 августа парламент Республики Молдова большинством голосов утвердил Наталью Гаврилицу на посту премьер-министра. Парламент также подтвердил полномочия правоцентристского кабинета Гаврилицы, предложенного президентом Майей Санду.
10 февраля 2023 года на фоне тяжелой ситуации с рекордными ценами на продовольствие, электричество и топливо из-за сложностей вызванных поставками энергоресурсов из России объявила о своей отставке.
20 июля 2023 года была утверждена на должность члена Надзорного совета Национального банка Молдовы сроком на 7 лет. Согласно законодательству она должна отказаться от своей партийной принадлежности.
Владеет румынским, русским, английским, французским и испанским языками.

## Правительство Гаврилицы
В ходе реорганизации правительства число министерств выросло с 9 до 13 за счёт разделения следующих ведомств на два отдельных: экономики и инфраструктуры; сельского хозяйства, регионального развития и окружающей среды; здравоохранения, труда и социальной защиты; просвещения, культуры и исследований; число вице-премьер-министров увеличилось до 4.
10 февраля 2023 подала в отставку, и в соответствии с законодательством, в отставку ушёл весь состав правительства, продолживший исполнять обязанности до формирования нового кабинета.
| Должность                                                              | Имя                       | Партия       | Дата назначения | Дата освобождения |
| ---------------------------------------------------------------------- | ------------------------- | ------------ | --------------- | ----------------- |
| Премьер-министр                                                        | Наталья Гаврилица         | ПДС          | 6 августа 2021  | 16 февраля 2023   |
| Вице-премьер-министры                                                  |                           |              |                 |                   |
| Вице-премьер-министр, министр иностранных дел и европейской интеграции | Николай Попеску           | Беспартийный | 6 августа 2021  | 16 февраля 2023   |
| Вице-премьер-министр, министр инфраструктуры и регионального развития  | Андрей Спыну              | ПДС          | 6 августа 2021  | 16 февраля 2023   |
| Вице-премьер-министр по реинтеграции                                   | Владислав Кульминский     | Беспартийный | 6 августа       | 5 ноября 2021     |
| Вице-премьер-министр по реинтеграции                                   | Олег Серебрян             | Беспартийный | 19 января 2022  | 16 февраля 2023   |
| Вице-премьер-министр по цифровому развитию                             | Юрий Цуркану              | Беспартийный | 6 августа 2021  | 16 февраля 2023   |
| Министры                                                               |                           |              |                 |                   |
| Министр финансов                                                       | Дмитрий Будянский         | ПДС          | 6 августа 2021  | 16 февраля 2023   |
| Министр экономики                                                      | Сергей Гайбу              | Беспартийный | 6 августа 2021  | 18 ноября 2022    |
| Министр экономики                                                      | Дмитрий Алайба            | ПДС          | 18 ноября 2022  | 16 февраля 2023   |
| Министр здравоохранения                                                | Алла Немеренко            | Беспартийная | 6 августа 2021  | 16 февраля 2023   |
| Министр юстиции                                                        | Сергей Литвиненко         | ПДС          | 6 августа 2021  | 16 февраля 2023   |
| Министр внутренних дел                                                 | Анна Ревенко              | Беспартийная | 6 августа 2021  | 16 февраля 2023   |
| Министр обороны                                                        | Анатолий Носатый          | Беспартийный | 6 августа 2021  | 16 февраля 2023   |
| Министр сельского хозяйства и пищевой промышленности                   | Виорел Герчиу             | Беспартийный | 6 августа 2021  | 8 июля 2022       |
| Министр сельского хозяйства и пищевой промышленности                   | Владимир Боля             | ПДС          | 8 июля 2022     | 16 февраля 2023   |
| Министр образования и исследований                                     | Анатолий Топалэ           | Беспартийный | 6 августа 2021  | 16 февраля 2023   |
| Министр культуры                                                       | Сергей Продан             | Беспартийный | 6 августа 2021  | 16 февраля 2023   |
| Министр труда и социальной защиты                                      | Марчел Спатарь            | Беспартийный | 6 августа 2021  | 9 января 2023     |
| Министр труда и социальной защиты                                      | Алексей Бузу              | Беспартийный | 9 января 2023   | 16 февраля 2023   |
| Министр окружающей среды                                               | Юлиана Кантараджиу        | ПДС          | 6 августа 2021  | 8 сентября 2022   |
| Министр окружающей среды                                               | Владимир Боля (и. о.)     | ПДС          | 7 октября       | 18 ноября 2022    |
| Министр окружающей среды                                               | Иорданка-Родика Иорданова | Беспартийная | 18 ноября 2022  | 16 февраля 2023   |
| Члены правительства по должности                                       |                           |              |                 |                   |
| Башкан Гагаузии                                                        | Ирина Влах                | Беспартийная | 6 августа 2021  | 16 февраля 2023   |

## Семья
Наталья Гаврилица была замужем за Владимиром Гаврилицей, бывшим служащим Министерства внутренних дел Республики Молдова, который работал в Контрольном корпусе премьер-министра Майи Санду. Разведена в июне 2021 года.
Дед — Трифон Дмитриевич Катринеску, рядовой 713-го отдельного сапёрного батальона, участник Великой Отечественной войны, награждён медалью «За победу над Германией».